# Saint-Côme-de-Fresné
Saint-Côme-de-Fresné – miejscowość i gmina we Francji, w regionie Normandia, w departamencie Calvados.
Według danych na rok 1990 gminę zamieszkiwało 171 osób, a gęstość zaludnienia wynosiła 40 osób/km² (wśród 1815 gmin Dolnej Normandii Saint-Côme-de-Fresné plasuje się na 715. miejscu pod względem liczby ludności, natomiast pod względem powierzchni na miejscu 942.).